# Sông Paraná
Sông Paraná (tiếng Tây Ban Nha: Río Paraná, tiếng Bồ Đào Nha: Rio Paraná) nằm ở Trung-Nam của Nam Mỹ, chảy qua các quốc gia Brasil, Paraguay và Argentina với chiều dài khoảng 4.880 kilômét (3.030 mi). Đây là sông dài thứ hai tại Nam Mỹ sau sông Amazon. Tên gọi Paraná là rút ngắn của cụm từ "para rehe onáva", bắt nguồn từ tiếng Tupi và có nghĩa là "giống như biển" ("lớn như biển"). Paraná hợp lưu với sông Paraguay và sau đó rất xa về phía hạ nguồn, nó hợp với sông Uruguay để tạo thành Río de la Plata rồi đổ ra Đại Tây Dương.

## Dòng chảy
Paraná được hình thành tại nơi hợp lưu của Paranaiba và Grande tại miền nam Brasil. Từ ngã ba sông này, dòng chảy thẳng theo hướng Đông Nam khoảng 619 km (385 mi) trước khi đến thành phố Saltos del Guaira, Paraguay. Tại dây có thác Sete Quedas, nơi Paraná đổ xuống trên một loạt bảy thác nước nhỏ. Thác được cho là địch thủ với thác Iguazu nổi tiếng thế giới tại phía nam. Tuy vậy thác nước này đã bị ngập nước do việc xây dựng đập Itaipu bắt đầu từ năm 1984.
Xấp xỉ 200 km (120 mi) tiếp theo, Paraná chảy theo hướng nam và tạo thành biên giới tự nhiên giữa Paraguay và Brasil cho đến khi hợp lưu với sông Iguazu. Ở ngay phía trên của điểm hợp lưu này, dòng sông bị chắn bởi đập Itaipu, công trình thủy điện lớn thứ hai trên thế giới sau đập Tam Hiệp tại Trung Quốc, và tạo nên một hồ chứa lớn và nông ở phía sau.
Sau khi hợp dòng với sông Iguazu, Paraná sau đó trở thành biên giới tự nhiên giữa Paraguay và Argentina. Nhìn ra sông từ Encarnación, Paraguay, là đô thị Posadas, Argentina. Sông tiếp tục chảy theo hướng nam khoảng 468 km (291 mi) trước khi dần chuyển theo hướng tây kéo dài khoảng 820 km (510 mi), và gặp sông Paraguay, chi lưu lớn nhất trên dòng chảy của nó. Trước khi đến điểm hpj lưu này, trên dòng chảy của sông lại có một dự án đập lớn thứ hai là đập Yaciretá, hợp tác giữa Paraguay và Argentina.
Từ nơi hợp lưu với sông Paraguay, Paraná một lần nữa chảy theo hướng nam với chiều dài 820 km (510 mi) qua Argentina, và rồi lại đổi dòng chảy dần về phía đông gần thành phố Rosario và đoạn cuối cùng này kéo dài 500 km (310 mi) trước khi hợp lưu với sông Uruguay để tạo nên Río de la Plata và đổ ra Đại Tây Dương. Tại đoạn hạ nguồn gần thành phố Diamante, Entre Ríos, sông chia thành nhiều nhánh và tại nên đồng bằng Paraná, một đồng bằng ngập nước rộng khoảng 60 km.

## Sử dụng
Sông Paraná cùng với các chi lưu của nó tại nên một lưu vực rộng lớn chiếm phần lớn phần Trung-Nam của lục địa Nam Mỹ, về cơ bản bao gồm toàn bộ Paraguay, nhiều phần của miền nam Brazil, bắc Argentina, và bao gồm và một phần lãnh thổ Bolivia. Nếu sông Uruguay được tính là một chi lưu của Paraná, lưu vực sông sẽ bao gồm cả Uruguay. Dung tích dòng chảy đổ ra Đại Tây Dương qua Río de la Plata gần bằng dung tích của đồng bằng sông Mississippi. Trên lưu vực sông có một số thành phố lớn như São Paulo, Buenos Aires, Asunción và Brasília.
Rio Paraná cùng với các nhánh sông của nó tạo ra một lớn đầu nguồn lây lan trong suốt nhiều phần trung tâm phía nam của lục địa, về cơ bản bao gồm tất cả các Paraguay, nhiều của miền Nam Brazil, Bắc Argentina, và thậm chí đạt thành Bolivia. Nếu sông Uruguay được tính như là một nhánh của Paraná, đầu nguồn này mở rộng để bao gồm nhiều Uruguay. Khối lượng nước chảy vào Đại Tây Dương thông qua các Río de la Plata là tương đương với khối lượng tại đồng bằng sông Mississippi. Dịch vụ này đầu nguồn một số thành phố lớn, bao gồm São Paulo, Buenos Aires, Asunción và Brasilia.
Nguồn lợi thủy sản trên Paraná cùng các chi lưu là nguồn thu nhập chủ yếu của các ngư dân dọc hai bên bờ; một số laòi cá đặc biệt (như surubí và sábalo) là một ngành khai thác quan trọng để phục vụ nhu cầu nội địa hay xuất khẩu.
Phần lớn chiều dài của mình Paraná thích hợp cho tàu bè đi lại và là một tuyến đường thủy quan trọng nối giữa các thành phố nội địa của Argentina và Paraguay với đại dương, các thành phố dọc hai bờ sông có các cảng nước sâu. Việc xây dựng các đập thủy điện lớn dọc theo chiều dài của sông đã khiến các thuyền bè không còn có thể đi lên các thành phố trên thượng nguồn, nhưng hiệu quả kinh tế của các đập được xem là lớn hơn. Đập Yacyretá Dam và Itaipu trên biên giới của Paraguay đã khiến quốc gia này trở thành một nước kém phát triển xuất khẩu nhiều điện nhất thế giới. Đập Itaipu cao 195 ft và dài 57 km.

## Hình ảnh

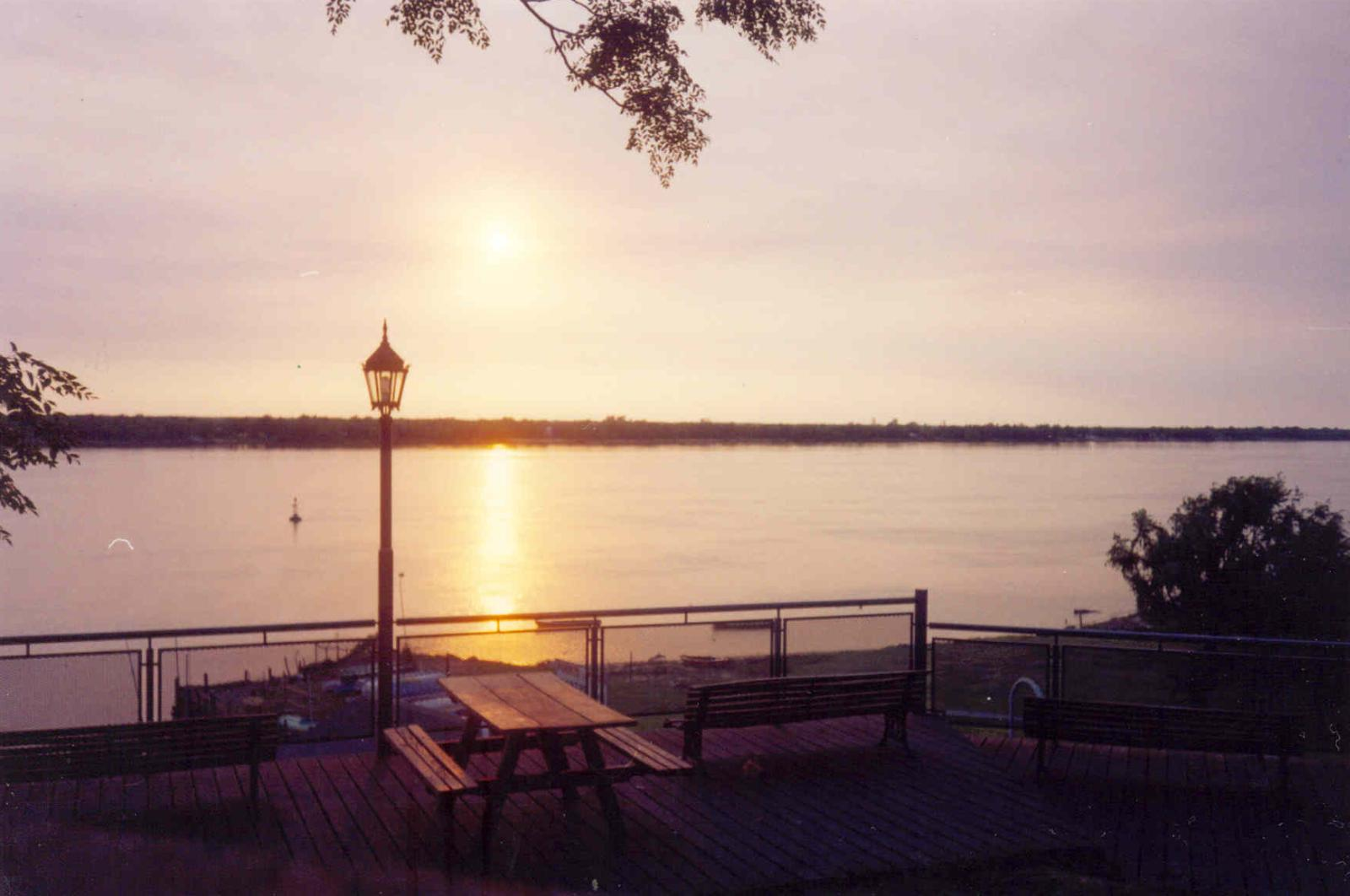
Bình minh trên sông Paraná River, từ đông bắc Rosario, Argentina.
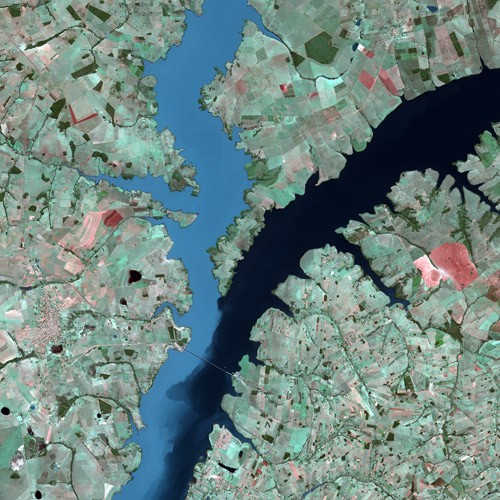
Sông Parana nhìn từ vệ tinh.
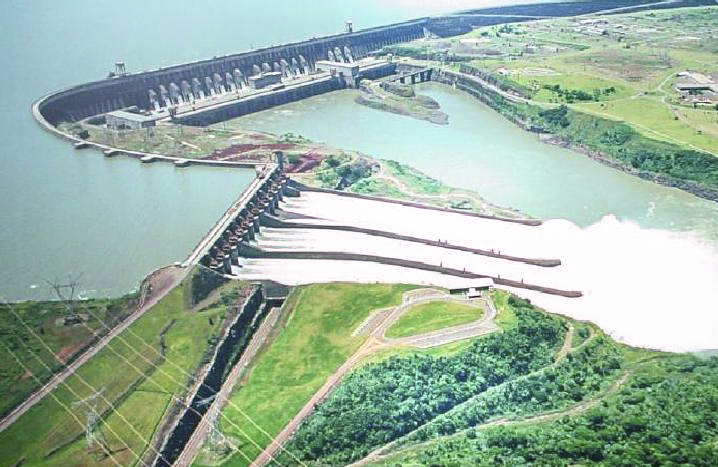
Đập Itaipu
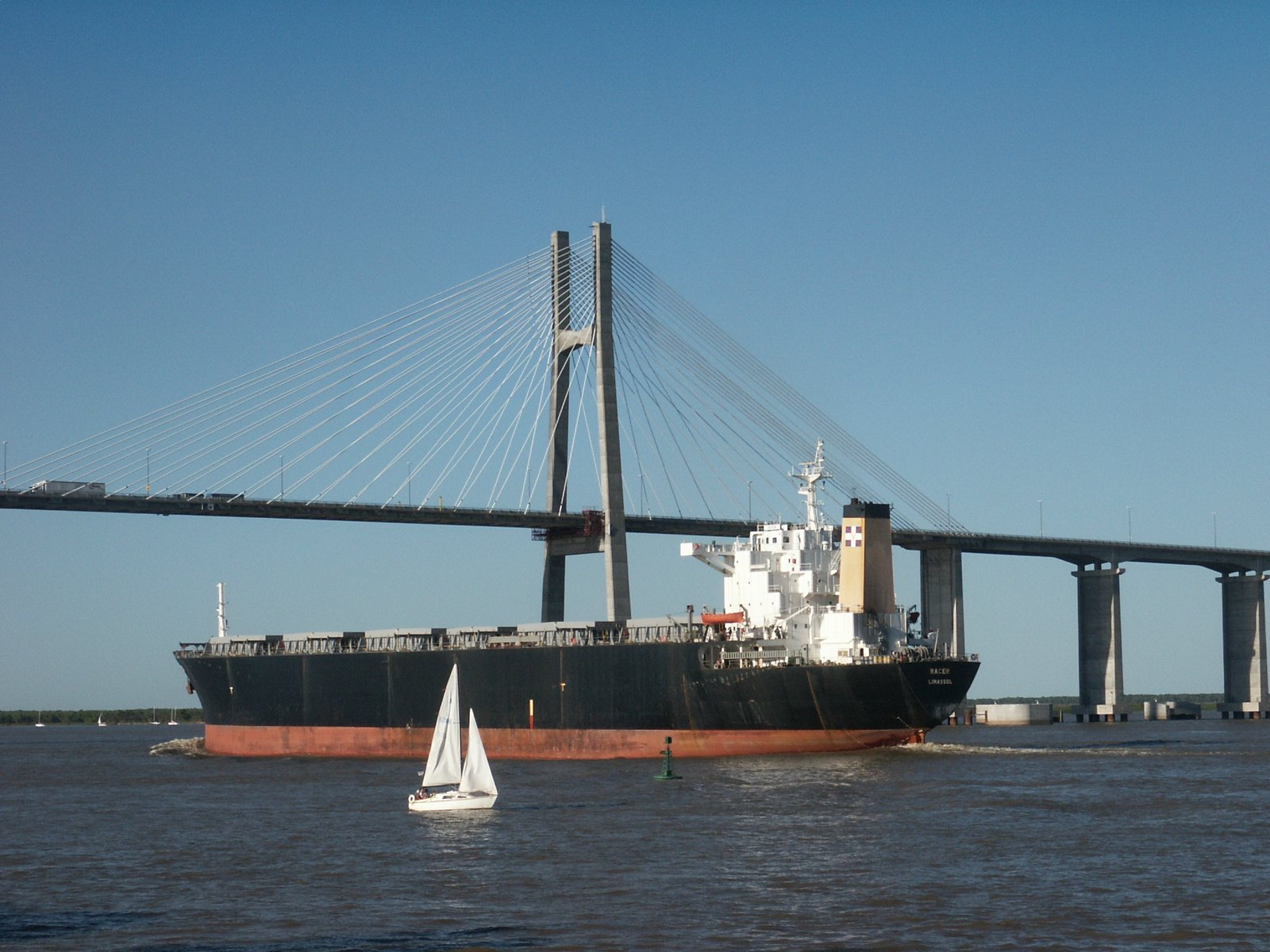
Cầu Rosario-Victoria.